# Yuithm
《yuithm》是榊原由依第1張音樂專輯。於2006年1月27日由LOVE×TRAX發售。

## 收錄曲
1. Realythm
2. jewelry days
  - 遊戲「August Fan BOX」 OP主題曲
3. - 遊戲OP主題曲
4. - 遊戲OP主題曲
5. - 遊戲OP主題曲
6. - 遊戲「to…」OP主題曲
7. It's just love
  - 廣播劇CDOP主題曲
8. - 遊戲「UNDER GROUND」OP主題曲
9. - 動畫OP主題曲
10. - 遊戲OP主題曲
11. school ｍeet you
  - 遊戲OP主題曲
12. - 遊戲ED主題曲
13. Traveling
  - 遊戲「Blaze of Destiny」ED主題曲
14. melody